# Edward Woodall
Edward « Ed » Woodall  (né en 1967) est un acteur et réalisateur britannique.

## Filmographie

### Cinéma
- 1996 : Emma, l'entremetteuse de Douglas McGrath : Robert Martin
- 2000 : The Jolly Boys' Last Stand  : Keith « Bullit » Bayfield
- 2001 : Enigma de Michael Apted : Bletchley Brain
- 2003 : Master and Commander : De l'autre côté du monde de Peter Weir : second lieutenant William Mowett

### Télévision
- 1996 : Cold Lazarus - 1 épisode : Ted
- 1999 : Oliver Twist'' - 1 épisode : un homme dans la rue
- 2000 : Le 10ème royaume - 3 épisodes : Fairfax Peep
- 2000 : Harbour Lights - 1 épisode : Gerry Green